# 東區 (廣島市)
東区（日语：／ Higashi ku */?）是廣島市的行政區之一，於1980年廣島市升格為政令指定都市的同時成立。

## 交通

### 鐵路
- 西日本旅客鐵道
  - 藝備線：戶坂車站 - 矢賀車站
- 廣島高速交通
  - 廣島新交通1號線：牛田車站 - 不動院前車站